# 仿倒颚蟹
仿倒颚蟹（学名：Mortensenella forceps）为豆蟹科仿倒颚蟹属的动物。分布于泰国以及中国大陆的海南岛等地，生活环境为海水，常生活于沿岸带泥沙滩上。